# Rusia en los Juegos Paralímpicos de Nagano 1998
Rusia estuvo representada en los Juegos Paralímpicos de Nagano 1998 por un total de 35 deportistas, 25 hombres y 10 mujeres.

## Medallistas
El equipo paralímpico ruso obtuvo las siguientes medallas:
| Nombre                                                               | Deporte        | Evento                                 |
| -------------------------------------------------------------------- | -------------- | -------------------------------------- |
| Oro                                                                  |                |                                        |
| Alekséi Moshkine                                                     | Esquí alpino   | Eslalon gigante LW1,3,5/7 masculino    |
| Natalia Smirnova                                                     | Esquí de fondo | 5 km estilo clásico ID femenino        |
| Natalia Smirnova                                                     | Esquí de fondo | 5 km estilo libre ID femenino          |
| Natalia Smirnova                                                     | Esquí de fondo | 15 km ID femenino                      |
| Valeri Kouptchinski                                                  | Esquí de fondo | 5 km B1 masculino                      |
| Valeri Kouptchinski                                                  | Esquí de fondo | 15 km B1 masculino                     |
| Valeri Kouptchinski                                                  | Esquí de fondo | 20 km B1-3 masculino                   |
| Aleksandre Nassarouline                                              | Esquí de fondo | 5 km B3 masculino                      |
| Aleksandre Nassarouline                                              | Esquí de fondo | 15 km B3 masculino                     |
| Serguéi Shilov                                                       | Esquí de fondo | 5 km silla de esquí LW10 masculino     |
| Irek Mannanov                                                        | Esquí de fondo | 15 km B2 masculino                     |
| Irek Mannanov Oleh Munts Valeri Kouptchinski Aleksandre Nassarouline | Esquí de fondo | 4 × 5 km de pie/ceguera masculino      |
| Plata                                                                |                |                                        |
| Irina Selivanova                                                     | Biatlón        | 7,5 km B1 femenino                     |
| Oleh Munts                                                           | Biatlón        | 7,5 km B1 masculino                    |
| Natalia Lugakova                                                     | Esquí de fondo | 5 km estilo libre ID femenino          |
| Natalia Lugakova                                                     | Esquí de fondo | 15 km ID femenino                      |
| Irek Mannanov                                                        | Esquí de fondo | 5 km B2 masculino                      |
| Irek Mannanov                                                        | Esquí de fondo | 20 km B1-3 masculino                   |
| Iuri Isaev                                                           | Esquí de fondo | 15 km ID masculino                     |
| Iuri Isaev                                                           | Esquí de fondo | 20 km ID masculino                     |
| Mijaíl Terentiev                                                     | Esquí de fondo | 10 km silla de esquí LW10 masculino    |
| Mijaíl Terentiev                                                     | Esquí de fondo | 15 km silla de esquí LW10-12 masculino |
| Bronce                                                               |                |                                        |
| Aleksandre Nassarouline                                              | Biatlón        | 7,5 km B3 masculino                    |
| Mijaíl Terentiev                                                     | Biatlón        | 7,5 km LW10 masculino                  |
| Liubov Paninyj                                                       | Esquí de fondo | 5 km estilo clásico B1 femenino        |
| Natalia Lugakova                                                     | Esquí de fondo | 5 km estilo clásico ID femenino        |
| Grigori Klimov                                                       | Esquí de fondo | 5 km B3 masculino                      |
| Iuri Isaev                                                           | Esquí de fondo | 5 km ID masculino                      |
| Oleh Munts                                                           | Esquí de fondo | 15 km B1 masculino                     |
| Nikolái Ilioutchenko                                                 | Esquí de fondo | 15 km B2 masculino                     |
| Louri Semiannikov                                                    | Esquí de fondo | 15 km ID masculino                     |